# Pat Stanton
Pat Stanton (Edimburgo, 13 settembre 1944) è un allenatore di calcio ed ex calciatore scozzese, di ruolo centrocampista.

## Carriera
Nell'estate 1967 con l'Hibernian disputò l'unica edizione del campionato dell'United Soccer Association, lega che poteva fregiarsi del titolo di campionato di Prima Divisione su riconoscimento della FIFA: quell'edizione della Lega fu disputata utilizzando squadre europee e sudamericane in rappresentanza di quelle della USA, che non avevano avuto tempo di riorganizzarsi dopo la scissione che aveva dato vita al campionato concorrente della National Professional Soccer League. Gli Hibs rappresentarono il Toronto City che non superò le qualificazioni per i play-off, chiudendo la stagione al terzo posto della Eastern Division.
Fu nominato Giocatore dell'anno della SFWA nel 1970.
Raggiunge la finale della Scottish League Cup nel 1968-1969 e 1974-1975, perse entrambe contro il Celtic, mentre si aggiudica l'edizione 1972-1973.
L'ultimo anno di permanenza al Celtic fu segnato da un infortunio che costrinse l'allenatore Jock Stein ad ingaggiare dal Wolverhampton Frank Munro.

## Palmarès

### Giocatore

#### Competizioni nazionali
- Campionato scozzese: 1

Celtic: 1976-1977
- Coppa di Scozia: 1

Celtic: 1976-1977
- Scottish League Cup: 1

Hibernian: 1972-1973